# عوض‌آباد (تمبی گلگیر)
عوض‌آباد یک روستا در ایران است که در دهستان تمبی گلگیر شهرستان مسجدسلیمان واقع شده‌است.

## جمعیت
این روستا در بخش گلگیر قرار دارد و براساس سرشماری مرکز آمار ایران در سال ۱۳۸۵، جمعیت آن کمتر از سه خانوار بوده‌است.